# Бакинська бухта
Бакинська бухта (азерб. Bakı körfəzi) — природна гавань Бакинського порту, Військово-морських сил Азербайджану і місцевого яхт-клубу, розташована на південному узбережжі Апшеронського півострова в Азербайджані.

## Опис
Довжина берегової лінії: 20 км. Бухта обмежена мисом Султан зі сходу, мисом Шихов з південного заходу і островами Гум, Даш-Зиря та Беюк-Зиря з півдня та південного сходу країни. Ці острови є частиною Бакинського архіпелагу, який розташований головним чином в бухті. Під час сильних ураганів висота хвилі в затоці можуть досягати до 1,5 м. На узбережжі бакинської бухти розташовується Приморський бульвар.

## Історія
Бакинська бухта була сухою з I століття нашої ери і до VII століття, а острова в бухті з'єднувалися з сушею. На карті Птолемея (II століття н. е.) Баку зображений вдалині від моря. Після VII століття починається сильне підвищення рівня Каспію аж до IX століття — з того часу і починається утворення Бакинської бухти. Сильні зміни відбулися наприкінці XIII століття, коли Каспій піднявся більш ніж на десять метрів. Італійський географ XIV століття Марино Сануто з гіркотою зазначав: — «Каспійське море щороку прибуває на одну долоню, і багато гарних міст вже затоплені», а за словами географа Абд ар-Рашид аль-Бакуї, в 1403 році Каспійське море затопило частину Баку і вода стояла у мечеті. В цей час море хлюпало біля підніжжя Дівочої вежі, що побічно підтверджує легенду про дівчину, яка викинулася в Каспій з вершини вежі. В цей же період повністю під водою опинився Сабаїльський замок, побудований на скелі в Бакинській бухті. Наступні 600 років рівень моря міняючись, залишався високим аж до початку XX століття, коли він став спадати.

## Екологічний стан
За твердженням представника Міністерства екології та природних ресурсів Азербайджану забруднення Бакинської бухти відбувається з різних причин. Основну роль в погіршенні екологічного стану бухти відіграють відходи, які скидають в море з розташованих на узбережжі промислових, житлових і побутових об'єктів, а також експлуатація суден, нафтових і газових родовищ. Роботи з дослідження дна бакинської бухти почалися після 1996 року, а потім вже стали проводитися роботи по відкачуванню з води металевих конструкцій і затонулих суден. У 2007-2009 роках були проведені широкомасштабні роботи з очищення бакинської бухти від затонулих кораблів, металевих конструкцій і не експлуатованих гідротехнічних споруд, непридатних до використання підводних трубопроводів. В цілому з моря було вилучено 4500 тонн металобрухту і близько 412 тонн дерев'яних відходів.

## Порти і мости
Торговий порт витягнутий уздовж північного та західного берегів Бакинської бухти. Порт повністю переобладнаний, всі навантажувальні і розвантажувальні роботи в ньому механізовані. У північно-західній частині Бакинської бухти — причал для поромної переправи. 
Йдуть обговорення щодо необхідності будівництва моста через Бакинську бухту. Спочатку, у 2010-2012 роках планувалось, що він буде йти з Локбатан до Зизького шосе. Передбачається, що протяжність моста над морем від селища Ших до Зиха складе 14,5 кілометра. Загальна протяжність моста, який буде з'єднаний з кільцевою дорогою Баку, складе 26 кілометрів. Морський міст буде побудований на високих опорах, щоб не перешкоджати руху суден. Автомобільний міст через Бакинську бухту буде платним. Будівельні роботи займуть 5 років та будуть коштувати приблизно 2 млрд. доларів.
Втім, у 2019 році графічний дизайнер Расул Гасан запропонував інший, більш зручний варіант моста - від району трохи далі кола Азнефть (у нового колеса огляду) до району Port Baku (вулиці Юсиф Сафарова).

## Розваги
На островах бакинської бухти Беюк-Зиря і Піраллахи іноземні компанії планують відкрити центр відпочинку. В азербайджанських газетах повідомляється, що на острові Наргін будівництво центру відпочинку буде вести турецька компанія, яка вже готує відповідний проєкт. На острові планується відкрити сучасні готелі, розважальні центри та інші споруди. Також планується відкриття великого лунапарку, який буде сконструйований німецькими фахівцями. Очікується, що в майбутньому острів стане одним з центрів туризму.

## Цікаві факти
- Під водами бакинської бухти розташований затоплене місто Сабаїл.
- На честь бакинської бухти названий салат.

## Галерея
- Яхт клуб.
- Яхт клуб.
- Яхт клуб.
- Яхт клуб.
- Порт Баку.